# Profesionalen Futbolen Klub Slavija Sofija 2017-2018
Questa voce raccoglie le informazioni riguardanti il Profesionalen Futbolen Klub Slavija Sofija nelle competizioni ufficiali della stagione 2017-2018.

## Rosa
Fonte:
| N. |                               | Ruolo | Calciatore         |
| -- | ----------------------------- | ----- | ------------------ |
|    | Italia (bandiera)             | P     | Emanuele Geria     |
|    | Macedonia del Nord (bandiera) | P     | Luka Nakov         |
|    | Bulgaria (bandiera)           | P     | Georgi Petkov      |
|    | Grecia (bandiera)             | P     | Antōnīs Stergiakīs |
|    | Bulgaria (bandiera)           | P     | Ivajlo Vasilev     |
|    | Bulgaria (bandiera)           | D     | Sašo Aleksandrov   |
|    | Bulgaria (bandiera)           | D     | Dimităr Burov      |
|    | Bulgaria (bandiera)           | D     | Andrea Hristov     |
|    | Bulgaria (bandiera)           | D     | Angel Karakašev    |
|    | Bulgaria (bandiera)           | D     | Martin Mihajlov    |
|    | Bulgaria (bandiera)           | D     | Martin Semerdžiev  |
|    | Bulgaria (bandiera)           | D     | Kostadin Velkov    |
|    | Bulgaria (bandiera)           | D     | Stefan Velkov      |
|    | Bulgaria (bandiera)           | C     | Galin Ivanov       |
|    | Bulgaria (bandiera)           | C     | Janis Karabeljov   |
|    | Bulgaria (bandiera)           | C     | Filip Krăstev      |
|    | Bulgaria (bandiera)           | C     | Emil Martinov      |

| N. |                     | Ruolo | Calciatore         |
| -- | ------------------- | ----- | ------------------ |
|    | Bulgaria (bandiera) | C     | Ivan Minčev        |
|    | Bulgaria (bandiera) | C     | Slavčo Šokolarov   |
|    | Bulgaria (bandiera) | C     | Hristo Todorov     |
|    | Bulgaria (bandiera) | C     | Vladislav Uzunov   |
|    | Bulgaria (bandiera) | C     | Stefan Velev       |
|    | Bulgaria (bandiera) | C     | Aleksandăr Zlatkov |
|    | Bulgaria (bandiera) | A     | Milčo Angelov      |
|    | Bulgaria (bandiera) | A     | Cvetelin Čunčukov  |
|    | Bulgaria (bandiera) | A     | Ivailo Dimitrov    |
|    | Bulgaria (bandiera) | A     | Toni Ivanov        |
|    | Nigeria (bandiera)  | A     | Chigozie Mbah      |
|    | Bulgaria (bandiera) | A     | Nasko Milev        |
|    | Bulgaria (bandiera) | A     | Plamen Petrov      |
|    | Mali (bandiera)     | A     | Souleymane Traore  |
|    | Bulgaria (bandiera) | A     | Momčil Cvetanov    |
|    | Bulgaria (bandiera) | A     | Georgi Jomov       |